# بشمزين
بشمزين هي قرية لبنانية من قرى قضاء الكورة في محافظة الشمال.
- قال الروائي اللبناني ربيع جابر في روايته «أميركا» ما يلي عن بشمزين: «هذه قرية في شمال لبنان هاجر ربع سكانها إلى أميركا في تلك الفترة». ص. 109